# Consonne roulée alvéolaire sourde
La consonne roulée alvéolaire sourde est un son consonantique utilisé dans certaines langues. Le symbole dans l'alphabet phonétique international est [r̥], qui représente la lettre latine R minuscule avec un rond souscrit diacritique.

## Caractéristiques
Voici les caractéristiques de la consonne roulée alvéolaire voisée.
- Son mode d'articulation est roulée, ce qui signifie qu’elle est produite par la vibration de l'organe d'articulation.
- Son point d'articulation est alvéolaire, ce qui signifie qu'elle est articulée avec soit la pointe (apical) soit la lame (laminal) de la langue contre la crête alvéolaire.
- Sa phonation est sourde, ce qui signifie qu'elle est produite sans la vibration des cordes vocales.
- C'est une consonne orale, ce qui signifie que l'air ne s’échappe que par la bouche.
- C'est une consonne centrale, ce qui signifie qu’elle est produite en laissant l'air passer au-dessus du milieu de la langue, plutôt que par les côtés.
- Son mécanisme de courant d'air est égressif pulmonaire, ce qui signifie qu'elle est articulée en poussant l'air par les poumons et à travers le chenal vocatoire, plutôt que par la glotte ou la bouche.

## En français
Le français ne possède pas le [r̥]. Cependant, il peut apparaître comme allophone chez certains locuteurs faisant usage du r roulé.
Il peut être entendu en fin de mot comme allophone dévoisé de /r/. Exemple: mer [mεr̥].

## Autres langues
- L'islandais fait usage du son [r̥] comme phonème, écrit hr à l'initiale et r dans les groupes rp, rt, rk, rs et rf.
- Le gallois possède le [r̥], écrit rh.
- Certains dialectes du grec ancien, notamment l'ionien-attique en usage à Athènes, possédaient le [r̥] comme allophone de [r] à l'initiale : ῥόδον / rhódon (« (la) rose ») se prononçait [ˈr̥odon] et non [ˈrodon]. Ce phénomène est noté par la présence de l'esprit rude sur tout rhô initial. Cela explique pourquoi les mots d'origine grecque débutant par un ῥ / rh passés en français s'écrivent toujours avec rh- : rhododendron, par exemple.
- le nivkhe utilise le son [r̥], écrit р̌ et translittéré ř, comme dans le mot roř ‘demander de l'aide’, ņavřki ‘tête, cheveux’ ou ņavřķi ‘odeur’[1].